# エイドリアン・アーランドソン
エイドリアン・アーランドソン (Adrian Erlandsson、1970年10月27日 - )は、スウェーデン・マルメ出身のミュージシャン、ドラマー。アット・ザ・ゲイツやクレイドル・オブ・フィルス等での活動で有名。現在まで、さまざまなバンドに参加している。
アーチ・エネミーやカーカスで活動するドラマー、ダニエル・アーランドソンは実弟。

## 略歴
スウェーデンスコーネ県マルメで生まれ育つ。11歳の時、初めてドラムセットを購入し、ドラムの演奏を始め、友人とロックのコピーバンドを結成したり、学校の先生と演奏したりもしていた。その後、オリジナル楽曲の制作を始め、スラッシュメタルバンドを結成する。結局、このバンドは、デモを残すことなく、数曲のリハーサルトラックのみを残し、解散している。
ヨーテボリ大学在学中の1990年に、デスメタルバンド、アット・ザ・ゲイツに参加。アット・ザ・ゲイツのドラマーとして、4枚のフル・アルバムに参加し、1996年の解散までドラマーを務めた。この活動において、ドラムの名手として名をあげた。アット・ザ・ゲイツは1996年に解散した後、(2007年 - 2008年、2011年 - )の2期間、ライブ活動限定で再結成し、ライブ・アルバム/ライブDVDをリリースしている。
また、1994年には、アット・ザ・ゲイツでともに活動するアンダース・ビョーラー、ヨナス・ビョーラー、アット・ザ・ゲイツとリハーサル・ルームをシェアしていたディセクションのジョン・ノトヴェイトと共にテラーというデスメタル/グラインドコアバンドを結成するが、結局デモを作成したのみに終わる。
アット・ザ・ゲイツが解散した1996年に、アンダース・ビョーラー、ヨナス・ビョーラーと当時シーン、サタニック・スローターのパトリック・ヤンセンと共にザ・ホーンテッドを結成する。ザ・ホーンテッドでは、1stアルバム『The Haunted』に参加するが、その後1999年に脱退している。また、アット・ザ・ゲイツのトーマス・リンドバーグと共に1994年にクラストコアバンドのスキットシステムを結成。1995年にアット・ザ・ゲイツが4thアルバム『Slaughter of the Soul』のレコーディング中に同機材を使用してフレドリック・ノルドストローム、アンダース・ビョーラーのエンジニアリングの元、EPのレコーディングを行ったりもした。その後、何枚かのEPをリリースしたが、1997年暮れにザ・ホーンテッドの活動が忙しくなり脱退。また、デスメタルバンド、デカメロンにも参加し、1996年リリースのアルバム『My Shadow...』に参加している。
ザ・ホーンテッド脱退後は、イギリスのエクストリーム・メタルバンド、クレイドル・オブ・フィルスに加入。当初はレコーディング・セッション1回のみの予定であったが、正式に加入し4枚のフル・アルバムに参加している。2005年には、グルーヴ・メタルバンド12 Ton Methodのシングル『Liszt』に参加。2006年に、メインバンドであったクレイドル・オブ・フィルスを脱退。同年には、妻であるアンバー・アーランドソンと共にロックバンド、Nemhainを結成している。また、メキシコのデスメタル/グラインドコアバンドブルヘリアに加入し活動している。当初は、スペインでのライブセッションの予定であったが、その後正式加入している。また、イギリスのデスメタルバンド、Needleyeにアルバムセッションとして参加したが、結局、このアルバムはリリースされず、Needleyeは解散している。更に、Samsas Traumのアルバム『Heiliges Herz- das Schwert deiner Sonne』に参加。その後、いくつかのライブに参加した。また、同年にはスウェーデンのシンフォニックブラックメタルバンド、Netherbirdに加入。2010年まで活動、2枚のアルバムに参加している。また、イギリスのブラックメタルバンド、Codeに加入。2008年まで活動していたが、音源には参加していない。
2009年には、イギリスのゴシックメタルバンド、パラダイス・ロストに加入している。この関係からか、2011年よりパラダイス・ロストのグレッグ・マッキントッシュのサイドプロジェクトのデスメタルバンド、Vallenfyreに参加している。
更に、パラダイス・ロスト加入と同じ年、イタリアのHortus AnimaeのMartyr Luciferのサイドプロジェクトにも参加するようになった。
2013年には、ペル・モラー・ヤンセンが脱退したザ・ホーンテッドに復帰している。
また、音源を残していないが、Deathstars、Tenet、H.E.A.Lといったバンドにも加入していた時期がある。

## 音楽的特徴
現在あるメロディックデス・メタル、デスラッシュ・メタルのドラミング・スタイルの礎を築いた功績は特に同業のミュージシャン達から高く評価されている。速くて正確なドラミングを得意とするところは弟のダニエルと共通しているが、クールな佇まいのダニエルに対して、ブラストビートを多用し感情を顕にするタイプで、身長193cm、体重100kgの大柄な体躯を活かした組み伏すようなパワー・ヒッティングと緻密なリズム構築の両方に長けた激しく重心の低いドラミングを特徴としている。正確無比な高速のスラッシュ・ビートも得意としており、その速さからしばしばブラスト・ビートと間違われるほどである。その一方で速さや音数以上に一打一打を確実かつパワフルにショットすることに強いこだわりも持っている。これはアット・ザ・ゲイツの4thアルバム『Slaughter of the Soul』のレコーディングで当時のプロデューサーだったフレドリック・ノルドストロームから「腕を高く上げて叩き続けろ」と言われ続けてそれを実践した結果、自身の名演が生まれたことがきっかけとなっている。ライヴにおいてどんなにテンポが速くても一糸乱れぬ完璧なリズム・キープで、クレイドル・オブ・フィルス時代には凄腕ドラマーが揃うブラック・メタル界でも無類の正確さを誇った。また、彼の特徴の一つであるスネア・ドラムの高速オルタネートからタム・ロールになだれ込むフィルインが、独特の突進感とおどろおどろしい展開を生み出している。セッション・ドラマーとしても幅広いプレイ・スタイルの持ち主で、数々のバンドのレコーディングとツアーでも活躍している。

## ディスコグラフィー

### アット・ザ・ゲイツ (At the Gates)

#### アルバム
- 1992年　The Red In The Sky Is Ours
- 1993年　With Fear I Kiss The Burning Darkness
- 1994年　Terminal Spirit Disease
- 1995年　Slaughter Of The Soul

#### シングル・ミニアルバム
- 1991年　Gardens of Grief
- 1994年　Gardens of Grief - Collector's Club 7"
- 1996年　Cursed to Tour w/ナパーム・デス

#### ライブアルバム
- 2010年 Purgatory Unleashed – Live at Wacken

#### ベスト
- 2001年　Suicidal Final Art

#### 映像作品
- 2010年 The Flames of the End

#### コンピレーション
- 1993年　V.A. / Deaf Metal Sampler
- 1994年　V.A. / No Peace At All
- 1995年　V.A. / Slatanic Slaughter

### パラダイス・ロスト (Paradise Lost)

#### アルバム
- 2012年 Tragic Idol

#### ライヴアルバム
- 2011年 Draconian Times MMXI

#### シングル
- 2012年 Crucify
- 2012年 The Last Fallen Saviour

#### 映像作品
- 2011年 Draconian Times MMXI

### ザ・ホーンテッド (The Haunted)

#### アルバム
- 1998年 The Haunted

### クレイドル・オブ・フィルス (Cradle of Filth)

#### アルバム
- 2000年 Midian
- 2003年 Damnation And A Day
- 2004年 Nymphetamine
- 2006年 Thornography

#### EP
- 1999年 From The Cradle To Enslave
- 2001年 Bitter Suites To Succubi

#### その他
- 2002年 Lovecraft And Witch Hearts
- 2002年 Live Bite For The Dead

### ブルヘリア (Brujeria)

#### シングル
- 2008年 Debilador

### スキットシステム (Skitsystem)

#### EP
- 1995年 Profithysteri 7"
- 1996年 Ondskans Ansikte 10"
- 1997年 Levande Lik 7" (split disk with Wolfpack)

### デカメロン (Decameron)

#### アルバム
- 1996年 My Shadow...

### テラー (Terror)

#### デモ
- 1994年 Demo '94

### Samsas Traum

#### アルバム
- 2007年 Heiliges Herz - Das Schwert deiner Sonne

#### シングル
- 2007年 Auf den Spiralnebeln

### Nemhain

#### アルバム
- 2010年 From The Ashes

#### EP
- 2006年 Blood Runs Free EP
- 2008年 Album Preview EP [Promotional Only]

#### その他
- 2007年 Various Artists - Hotter Than Hell  [2 Tracks]
- 2007年 Various Artists - Devolution Unsigned Summer Spirit [1 Track]
- 2007年 Various Artists - Anniversary Of Brutality (Tribute To The Misfits) [1 Track]

### Netherbird

#### アルバム
- 2008年 The Ghost Collector
- 2010年 Monument Black Colossal

#### EP
- 2007年 Lighthouse Eternal (Laterna Magika)
- 2009年 Covered in Darkness

#### プロモ
- 2009年 Promo 2009

### Martyr Lucifer

#### アルバム
- 2011年 Farewell to Graveland

### Vallenfyre

#### アルバム
- 2011年 A Fragile King

#### EP
- 2011年 Desecration